# Amphoropsyche quebrada
Amphoropsyche quebrada is een schietmot uit de
familie Leptoceridae. De soort komt voor in het Neotropisch gebied.